# Chloroclystis tridentata
Chloroclystis tridentata är en fjärilsart som beskrevs av Fletcher 1958. Chloroclystis tridentata ingår i släktet Chloroclystis och familjen mätare. Inga underarter finns listade i Catalogue of Life.